# Dresden, Kansas
Dresden är en ort i Decatur County i Kansas. Orten har fått sitt namn efter Dresden i Tyskland. Vid 2020 års folkräkning hade Dresden 43 invånare.